# 大石田郵便局
大石田郵便局（おおいしだゆうびんきょく）は山形県北村山郡大石田町にある郵便局。民営化前の分類では集配特定郵便局であった。

## 概要
住所：〒999-4199 山形県北村山郡大石田町大石田丙145

## 取扱内容
- 郵便、印紙、ゆうパック、内容証明[1]
- 貯金、為替、振替、振込、国際送金、国債[1]
- 生命保険、バイク自賠責保険[1]
- ゆうちょ銀行ATM[1]
- 大石田町内の一部地域（〒999-41xx）の集配業務[1]

## 周辺
- 山形県道30号大石田畑線
- 山形銀行大石田支店

## その他
- 駐車場あり：12台